# República d'Ostrów
La República d'Ostrów (polonès: Republika Ostrowska) va ser una república autònoma de curta durada a la zona polonesa d'Ostrów Wielkopolski. La república es va declarar el 10 de novembre de 1918, destinat a alliberar els polonesos de Prússia i l'Imperi alemany. Es va formar al voltant d'un mes abans de l'aixecament de la Gran Polònia.

## Antecedents

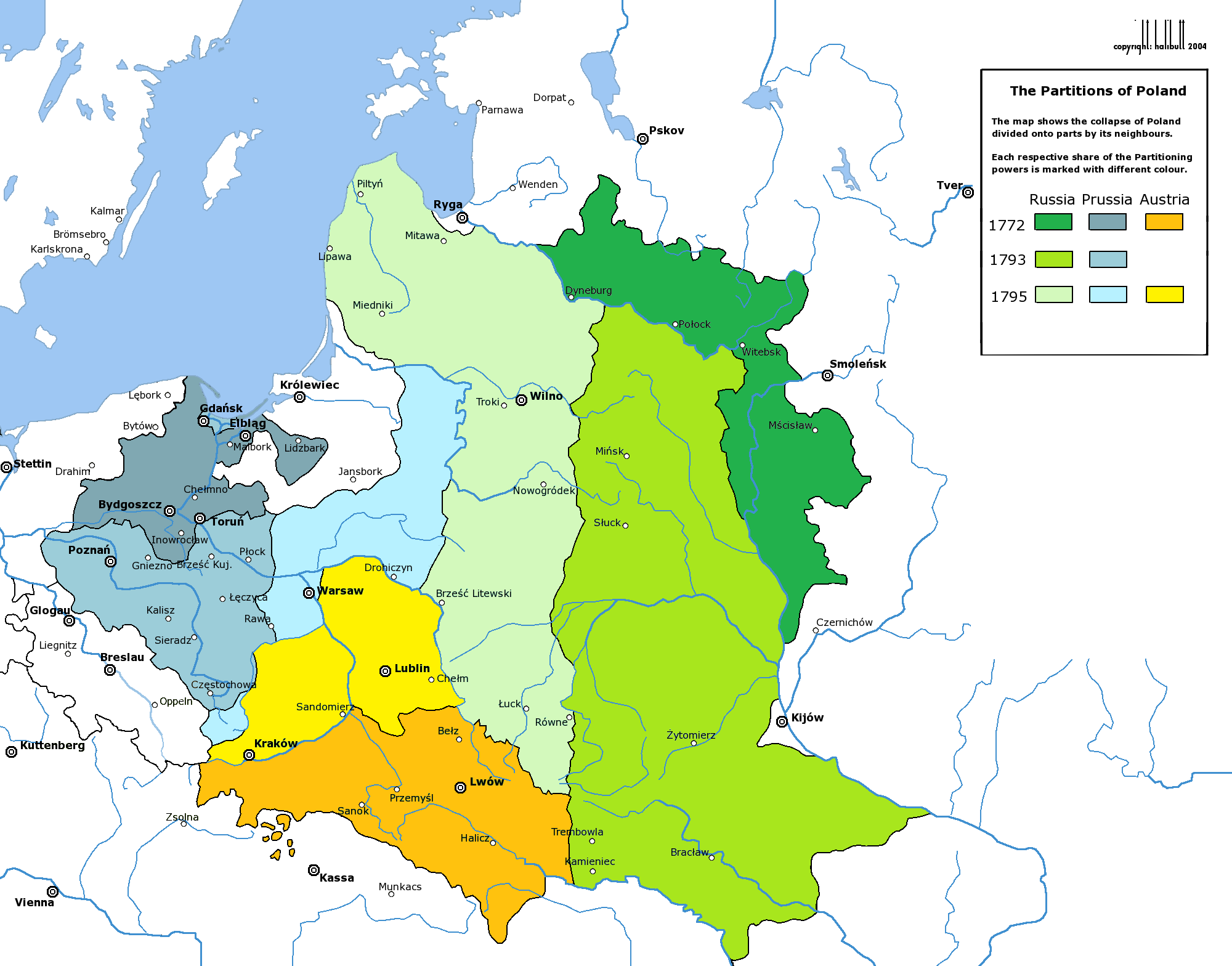
Les particions de Polònia. Ostrów Wielkopolski (centre-blau), a la Gran Polònia, va ser annexionat per Prússia cap al final del.

La Confederació de Polònia i Lituània va ser dividida per Rússia, Prússia i Àustria durant el segle xviii. A la segona partició, la regió de la Gran Polònia, inclosa la ciutat d'Ostrów, va ser annexada per Prússia. Al llarg del segle xix i principis del segle xx, la ciutat i la regió eren un centre del moviment independentista polonès.

## Fi del domini alemany

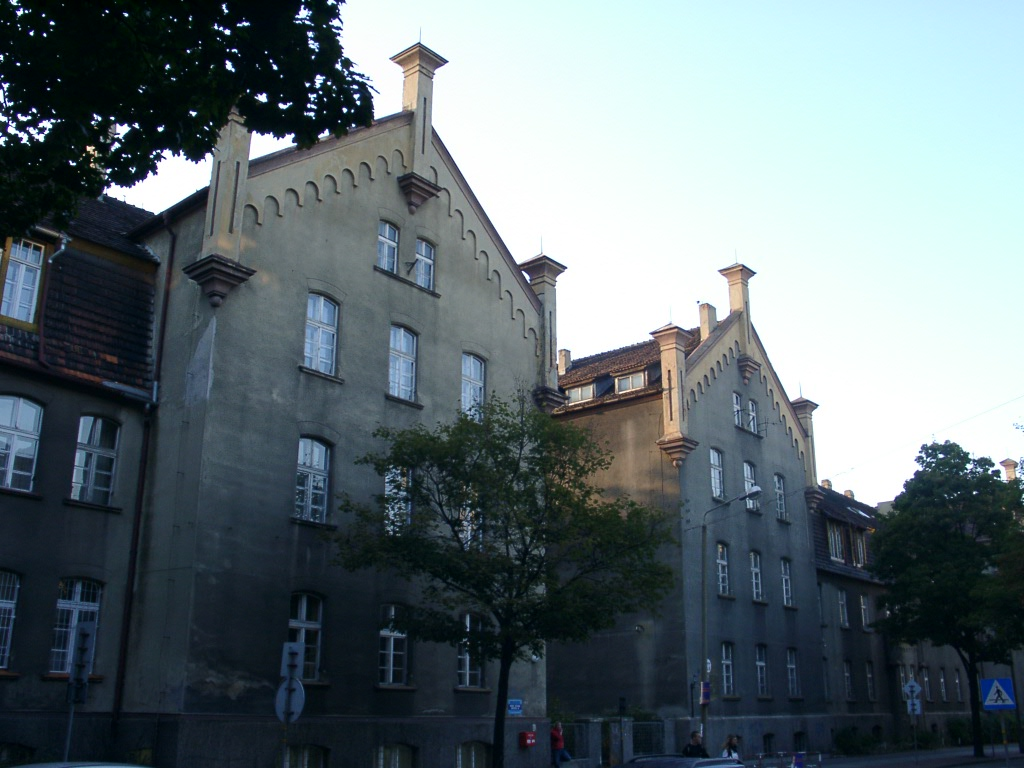
L'antiga caserna d'Ostrów, presa pels insurgents durant l'efímera república

Durant la tardor de 1918, la imminent derrota d'Alemanya i Àustria-Hongria en la Primera Guerra Mundial i la dissolució de l'Imperi Rus després de la Revolució Russa van plantejar la possibilitat que es restaurés un estat independent polonès. Tot i que la Segona República Polonesa es va establir a principis de novembre, la qüestió de la regió de la Gran Polònia no es va resoldre. Com a conseqüència, diverses organitzacions poloneses van començar a planificar un aixecament armat per assegurar que l'àrea passés a formar part del nou estat polonès.

## Formació del comitè dels ciutadans
A Ostrów, un comitè de ciutadans va ser format pels polonesos locals al setembre de 1918, que es va preparar per a la presa de control de l'administració de la ciutat. Després de l'esclat de la revolució a Alemanya, els treballadors alemanys locals van començar a formar els seus propis comitès i es va crear un Consell de Soldats el 10 de novembre per les tropes alemanyes estacionades localment. El mateix dia, els polonesos a Ostrów van crear dues organitzacions pròpies: el Comitè del Poble i un grup juvenil anomenat Serveis d'Emergència de Comunicació. Aquests van ser units pel 1r Regiment d'Infanteria Polonesa amb seu a la ciutat.

## Declaració unilateral de república independent

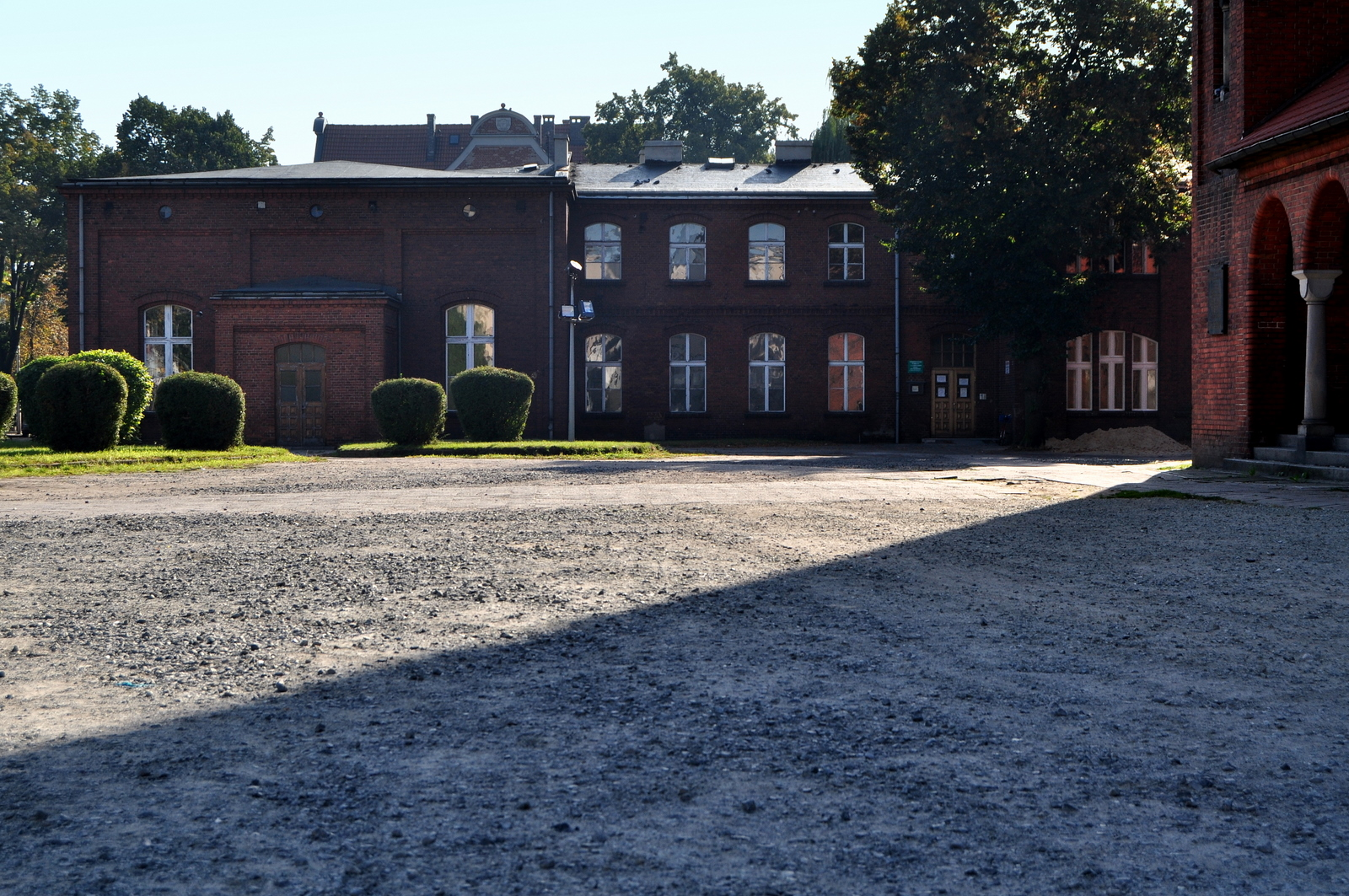
La "Casa Catòlica", 2009.

El mateix dia, al voltant de mil persones es van reunir a la "Casa Catòlica" local. Allà, Włodzimierz Lewandowski, un soldat del Landwehr, va instar els ciutadans polonesos a prendre les armes contra el Consell de Soldats Alemanys. Tanmateix, el Comitè dels ciutadans esperava una resolució no violenta del conflicte. Aleksander Dubiski, que havia estat triat "mariscal" de la reunió, va instar a la multitud a emetre una proclamació general que indicava:
Més de mil soldats i ciutadans de totes les classes han decidit per unanimitat avui que, segons el Pla Wilson reconegut per totes les nacions combatents, la ciutat i el comtat d'Ostrów constitueixen territori polonès, que pertany a la Nació de Polònia. Expressem la nostra simpatia pel moviment per la llibertat dels nostres conciutadans alemanys. Fins que la República Popular de Polònia finalment assumeixi el govern, aquesta comissió polonesa es considera l'única autoritat legítima.
L'endemà, els controladors polonesos van ser introduïts a les oficines administratives alemanyes amb el poder de contra-signar qualsevol ordre emesa per les autoritats alemanyes. El Landrat local va ser eliminat del poder. L'endemà, els sublevats es van fer càrrec de la guarnició, juntament amb el subministrament d'armes, així com altres edificis públics importants de la ciutat.
Al llarg de tot novembre, els diaris pro-revolucionaris alemanys de Berlín van informar sobre la creació de la República.

## Final de la república
El 26 de novembre, creient que la insurrecció havia començat massa aviat, la Naczelna Rada Ludowa, que va reclamar l'autoritat sobre tot el moviment pro-polonès a la Wielkopolska, va provocar la dissolució de les unitats poloneses armades. El Comitè dels ciutadans polonesos va signar un acord amb el Consell de Soldats alemanys. El 1r regiment i altres organitzacions es van traslladar a la Segona República Polonesa a prop de Szczypiorno i Kalisz i es van unir a formacions d'insurrecció similars. Un mes més tard, l'aixecament de la Gran Polònia va començar a  Poznań. El 31 de desembre de 1918, el 1r Regiment va tornar a Ostrów i el va alliberar.

## Interpretació moderna
Es va fer una sèrie de televisió sobre la República el 1985 i, el 1986, es va llançar la pel·lícula Republika Nadziei (República de l'Esperança). El llibre Republika Ostrowska: Przyczynek do historii powstania wielkopolskiego, 1918-1919 (República d'Ostrów: Una contribució a la història de la Gran Polònia, 1918-1919) de Zenon Dykcik es va publicar el 1995.

## Commemoració
El 2008, en commemoració del 90è aniversari de la proclamació de la República, es va organitzar a Ostrów Wielkopolski una reconstrucció dels esdeveniments que envolten la seva proclamació i el conflicte més ampli de la Gran Polònia.